# Yōsuke Akimoto
Pour les articles homonymes, voir Akimoto.
Yōsuke Akimoto (秋元 羊介, Akimoto Yōsuke), né le 5 février 1944 à Tokyo, est un seiyū (doubleur japonais) vétéran qui travaille pour Mausu Promotion.

## Rôles notables
- Barman dans Akira
- Nalerov (père d'Elysse) dans Plastic Little
- Maître Asia et Stalker dans Mobile Fighter G Gundam
- Alberto dans Giant robo
- Musaka dans Mobile Suit Gundam : Char contre-attaque
- Tejima dans Perfect Blue